# 金明輝
金 明輝（キン ミョンヒ、김명휘、1981年5月8日 - ）は、兵庫県伊丹市出身の元サッカー選手、サッカー指導者。在日韓国人。現役時のポジションはディフェンダー。

## 来歴 ～選手として
幼稚班と初級部は伊丹朝鮮初級、中級部は尼崎朝鮮中級に通った。初級部の頃からプロのサッカー選手を目指しており、全国高校サッカー選手権大会への出場を強く望むようになった。
中学3年生の時、朝鮮高校に選手権への出場が認められることが決まったが、高校3年生まで出場できるかは不透明だった。迷った末「どうしても選手権に出たい」との思いを貫き、初芝橋本に進学することにした。
2000年、ジェフユナイテッド市原でプロサッカー選手としてのキャリアを開始。
JFL、J2を中心に数クラブを渡り歩いたのち、2011年シーズンをもって現役を引退。

## 来歴　～指導者として
2012年よりサガン鳥栖のスクールコーチにとして指導キャリアをスタート。U-15コーチ・監督を3年間務めた。
2016年、サガン鳥栖U-18監督に就任。2017年・2018年とプリンスリーグ九州を連覇。
2018年8月よりトップチームコーチを兼任していたが、10月18日にマッシモ・フィッカデンティが辞任したことを受け、トップチーム監督に就任。朝鮮学校卒業生として初めてJ1クラブの監督に就任した。
就任から最終節まで5試合を3勝2分0敗の成績を残しJ1残留に導いた。
2019年シーズンは監督の座をルイス・カレーラスに譲り、再びトップチームコーチに就任。
2019年5月4日大分トリニータ戦からカレーラスの後任監督となり、5月7日に正式に監督就任。チームを再建し残留させた。
2020年8月12日、チーム内で新型コロナウイルスのクラスター感染が発生、自らも陽性判定を受け、チームは2週間の活動休止を余儀なくされた。
2020年9月度のJ1月間優秀監督賞を受賞。チーム活動再開後、9月の8連戦で3勝2分3敗の成績が評価された。
2021年シーズンは限られた戦力を最大限に活かし、4年ぶりのJ1一桁順位である7位まで導いた。
2021年12月20日、サガン鳥栖監督を退任。
2024年12月30日、アビスパ福岡の監督に就任することが発表された

## パワーハラスメント、コーチライセンス降級
2021年12月30日、以前より複数の告発を受け、金による選手・スタッフに対するハラスメントの調査結果がJリーグより報告された。

金について「鳥栖U-18を指揮していた2016年から2018年にかけて、同チームおよびトップチームの選手やスタッフに対し、暴力行為や暴言を繰り返していた。その結果、多数のチーム関係者が深刻な精神的ダメージを受けるなどの被害が生じた」とパワーハラスメント行為を認定。
以下、講談社ゲキサカが報じたハラスメントの内容
「お前のパスはこうなんや」と言いながら選手にボールをぶつけたり、選手の前髪が長いことに立腹して前髪を握って平手打ちをしたり、トレーナーのケアを受けていた選手の頭を叩いて「ケアしてる場合ちゃうやろ」「お前が冷やす権利あんのか」と発するなどしていた。
「ユースの試合が終わった後、ミスが多かった時、詰め寄られて胸ぐらをつかまれた。怖かった」「(ユースの頃からずっと暴言や暴行があったため)たまに殴られたりしても、当たり前のことだと思っていた」「ユースの頃は、月1回程度は暴力を受けていた」「拳骨で叩かれた。たんこぶができたこともあった」「平手で叩かれることもあった」といった証言が得られており、「有形力の行使や暴言が常態化していたものと認められる」
トップチームでは主にユース出身や若手選手に対して「死ね」「殺すぞ」「消えろ」のほか、「お前の顔は気持ち悪い」「ハゲ」など容姿を中傷するものもあった。ユースチームでも「貴様、サッカー辞めろ」「死ね」「俺の前から消えろ」などトップチーム同様の発言があった
スタッフに対する暴言・暴行も認定された。「見てるだけできしょい」「お前の無能のせいでみんなに迷惑がかかっている」と発されたスタッフは翌出勤日に出勤できず、別の日には「こいつに言いすぎると鬱って言われるからあまり言えない」「何もしていないやつに限って鬱とか言う。何もしていないのにできないとか言ってくる」などとメンタルの不調を揶揄したこともあった

チーム関係者からは「監督の話は、いつかは出るだろうなと思っていた。ちょっと遅いなと思うくらい」「理不尽がすごく多くて、ミーティングでつるし上げられている選手がいた」「何が正解かと、苦しかった。いいプレーをしても言われた。言われ過ぎて、良くわからなかった」
金に対し、JFA指導者に関する規則第20条第7号の「暴言・暴力及びハラスメント行為を行わない」行為に違反したとして、公式試合への出場資格停止8試合、又は8試合に相当する期間の経過（公式試合に参加する立場の役職に就いていない場合は、公式試合8試合に相当する期間《2022年2月19日から3月26日まで》の経過をもって、公式試合8試合の出場の資格停止を消化したものとみなす）と譴責処分を決定した。
2022年3月10日、日本サッカー協会からの処分として、JFA公認S級コーチからJFA公認A級コーチジェネラルへの降級が発表された。S級からA級への降格は制度初の処分。暴行の回数、未成年へ被害が及んでいたことが勘案された。またJFAの定める研修、社会奉仕活動が科されると発表された。
処分を受けた後、日本サッカー協会のコンプライアンス講習（マンツーマンで1回約3時間を8コマ、1カ月間）を受け、ボランティア活動もしたと本人は語っている。

## 指導者復帰
2022年11月14日、J2にいた町田ゼルビアのヘッドコーチに就任。黒田剛監督の下、2023年のJ2リーグに優勝。
2024年2月15日、日本サッカー協会理事会が金のS級コーチライセンスを再所得を認定。
引き続き町田ゼルビアヘッドコーチを務め、2024年のJ1リーグ3位。
2024年12月13日、J1アビスパ福岡が2025年シーズンより金が監督に就任すると発表。

2024年12月20日、鳥栖時代のパワハラ行為に由来する拒絶反応が一部から起こり、アビスパ福岡の川森敬史代表取締役会長が記者会見を開催するに至った。
以下、川森敬史会長の発言要旨
「監督人事自体は取締役会事項（中略）アビスパ福岡はルールに則って、（中略）取締役会企業様（中略）そういった方々に事前にご相談できる範囲で、新監督候補の反省の姿勢と実績についてご説明し、ご意見を求め（中略）クラブのバジェットとコンプライアンスの観点で、執行メンバーが責任を全うする体制を説明し、理解を得た」
「新監督候補に関しまして、当時ネガティブなコメントが目立ちました。私どももそういったものは一定の予想はしておりました。」
「当然、過去の問題については決して容認されるものではないとクラブとしては認識しております。（中略）過去の事実は変えることはできませんが、新体制に対してご懸念をいただいている皆様に対し、今後どのようにクラブへの信頼を持っていただけるかが大事」
「クラブとして金新監督にチームがさらに成長する指導を期待しておりますが、再出発の意思を固めた金さんと向き合い、共に進んでいきたい」

「特にパワーハラスメントが起きないよう、権限の集中や過度な責任追求ではなく、クラブに所属する誰もが自らのミッションを遂行する上で業務に集中できる環境に向けて、体系的に取り組んでいきたい」
2025年1月31日、2007年から17年間クラブのスポンサーを続けてきたふくやがスポンサー契約満了を発表。

## 所属クラブ
- 1988年 - 1994年 伊丹朝鮮初級学校
- 1994年 - 1997年 尼崎朝鮮初中級学校
- 1997年 - 1999年 初芝橋本高等学校
- 2000年 - 2001年  ジェフユナイテッド市原
  - 2000年  ヴァンフォーレ甲府（期限付き移籍）[27]
- 2002年  城南一和天馬
- 2003年 - 2006年10月  佐川急便大阪SC
- 2006年10月 - 同年12月  バンディオンセ神戸
- 2007年  北陸電力サッカー部アローズ北陸
- 2008年 - 2010年  カターレ富山
- 2011年  サガン鳥栖

## 個人成績
| 国内大会個人成績 | 国内大会個人成績 | 国内大会個人成績 | 国内大会個人成績 | 国内大会個人成績 | 国内大会個人成績 | 国内大会個人成績 | 国内大会個人成績 | 国内大会個人成績 | 国内大会個人成績 | 国内大会個人成績 | 国内大会個人成績 |
| 年度             | クラブ           | 背番号           | リーグ           | リーグ戦         | リーグ戦         | リーグ杯         | リーグ杯         | オープン杯       | オープン杯       | 期間通算         | 期間通算         |
| 年度             | クラブ           | 背番号           | リーグ           | 出場             | 得点             | 出場             | 得点             | 出場             | 得点             | 出場             | 得点             |
| 日本             | 日本             | 日本             | 日本             | リーグ戦         | リーグ戦         | リーグ杯         | リーグ杯         | 天皇杯           | 天皇杯           | 期間通算         | 期間通算         |
| ---------------- | ---------------- | ---------------- | ---------------- | ---------------- | ---------------- | ---------------- | ---------------- | ---------------- | ---------------- | ---------------- | ---------------- |
| 1998             | 初芝橋本高       |                  | -                | -                | -                | -                | -                | 1                | 0                | 1                | 0                |
| 1999             | 初芝橋本高       | 5                | -                | -                | -                | -                | -                | 2                | 0                | 2                | 0                |
| 2000             | 市原             | 30               | J1               | 0                | 0                | 2                | 0                | -                | -                | 2                | 0                |
| 2000             | 甲府             | 27               | J2               | 5                | 0                | -                | -                | 0                | 0                | 5                | 0                |
| 2001             | 市原             | 25               | J1               | 0                | 0                | 0                | 0                | 1                | 0                | 1                | 0                |
| 韓国             | 韓国             | 韓国             | 韓国             | リーグ戦         | リーグ戦         | リーグ杯         | リーグ杯         | FA杯             | FA杯             | 期間通算         | 期間通算         |
| 2002             | 城南一和         | 37               | Kリーグ          | 0                | 0                | 0                | 0                | 0                | 0                | 0                | 0                |
| 日本             | 日本             | 日本             | 日本             | リーグ戦         | リーグ戦         | リーグ杯         | リーグ杯         | 天皇杯           | 天皇杯           | 期間通算         | 期間通算         |
| 2003             | 佐川大阪         | 15               | JFL              | 1                | 0                | -                | -                | -                | -                | 1                | 0                |
| 2004             | 佐川大阪         | 15               | JFL              | 6                | 1                | -                | -                | -                | -                | 6                | 1                |
| 2005             | 佐川大阪         | 15               | JFL              | 25               | 1                | -                | -                | -                | -                | 25               | 1                |
| 2006             | 佐川大阪         | 15               | JFL              | 20               | 1                | -                | -                | -                | -                | 20               | 1                |
| 2006             | B神戸            | 29               | 関西1部          | 0                | 0                | -                | -                | 0                | 0                | 0                | 0                |
| 2007             | 北陸             | 5                | JFL              | 25               | 3                | -                | -                | 2                | 1                | 27               | 4                |
| 2008             | 富山             | 4                | JFL              | 14               | 2                | -                | -                | 1                | 0                | 15               | 2                |
| 2009             | 富山             | 4                | J2               | 15               | 1                | -                | -                | 1                | 0                | 16               | 1                |
| 2010             | 富山             | 4                | J2               | 17               | 0                | -                | -                | 0                | 0                | 17               | 0                |
| 2011             | 鳥栖             | 5                | J2               | 0                | 0                | -                | -                | 1                | 0                | 1                | 0                |
| 通算             | 日本             | 日本             | J1               | 0                | 0                | 2                | 0                | 1                | 0                | 3                | 0                |
| 通算             | 日本             | 日本             | J2               | 37               | 1                | -                | -                | 2                | 0                | 39               | 1                |
| 通算             | 日本             | 日本             | JFL              | 91               | 8                | -                | -                | 3                | 1                | 94               | 9                |
| 通算             | 日本             | 日本             | 地域             | 0                | 0                | -                | -                | 0                | 0                | 0                | 0                |
| 通算             | 日本             | 日本             | その他           | -                | -                | -                | -                | 3                | 0                | 3                | 0                |
| 通算             | 韓国             | 韓国             | Kリーグ          | 0                | 0                | 0                | 0                | 0                | 0                | 0                | 0                |
| 総通算           | 総通算           | 総通算           | 総通算           | 128              | 9                | 2                | 0                | 9                | 1                | 139              | 10               |

- Jリーグ初出場 - 2000年8月6日 J2 第27節 水戸ホーリーホック戦 (山梨県富士北麓公園陸上競技場)
- Jリーグ初得点 - 2009年4月12日 J2 第7節 コンサドーレ札幌戦 (札幌ドーム)

## 指導歴
- 2012年 - 2021年 サガン鳥栖
  - 2012年 アカデミースタッフ (スクールコーチ)
  - 2013年 U-15 コーチ
  - 2014年 - 2015年 U-15 監督
  - 2016年 - 2018年10月 U-18 監督
    - 2018年8月 - 同年10月 コーチ (兼任)

  - 2018年10月 - 同年12月 監督
  - 2019年1月 - 2019年5月 コーチ
  - 2019年5月 - 2021年12月 監督
- 2023年 - 2024年 FC町田ゼルビア ヘッドコーチ
- 2025年 - アビスパ福岡 監督

## 監督成績
| 年度 | 所属 | クラブ | リーグ戦 | リーグ戦 | リーグ戦 | リーグ戦 | リーグ戦 | リーグ戦 | カップ戦       | カップ戦 |
| 年度 | 所属 | クラブ | 順位     | 勝点     | 試合     | 勝       | 分       | 敗       | ルヴァンカップ | 天皇杯   |
| ---- | ---- | ------ | -------- | -------- | -------- | -------- | -------- | -------- | -------------- | -------- |
| 2018 | J1   | 鳥栖   | 14位     | 11       | 5        | 3        | 2        | 0        | -              | -        |
| 2019 | J1   | 鳥栖   | 15位     | 32       | 25       | 9        | 5        | 11       | 予選敗退       | ベスト8  |
| 2020 | J1   | 鳥栖   | 13位     | 36       | 34       | 7        | 15       | 12       | GS敗退         | -        |
| 2021 | J1   | 鳥栖   | 7位      | 59       | 38       | 16       | 11       | 11       | GS敗退         | ベスト16 |
| 2025 | J1   | 福岡   | 位       |          |          |          |          |          |                |          |

- 2018年は第30節からの指揮
- 2019年は第10節に代行、第11節より正式に指揮

## タイトル

### 選手時代
城南一和天馬
- Kリーグ1：1回（2002年）

### 監督時代
サガン鳥栖U-15
- 九州ユース (U-15)サッカーリーグ：2回（2014年、2015年）

サガン鳥栖U-18
- 高円宮杯 JFA U-18サッカープリンスリーグ九州：2回（2017年、2018年）

#### 個人
- J1リーグ・月間優秀監督賞 : 1回（2020年9月）